# Hammaren och skämtet
Hammaren och skämtet är en dokumentärfilm producerad av Ben Lewis och Christine Camdessus och utgiven av ALEGRIA/Bergman Pictures/Screen Siren Pictures 2006. Filmen presenterar kommunismens historia genom att analysera den politiska och antikommunistiska vitsens utveckling:
- från den ryska revolutionen 1917, över
- GULAG, som var en vanlig destination för vitsberättare (enligt historikern Roj Medvedev gav Chrusjtjov amnesti för 250 000 som fängslades för mindre politiska brott, av dem var 100 000 vitsberättare),
- Hungersnöden i Sovjetunionen 1932–1933 med kollektiviseringen och matbrist
- Den stora terrorn / Moskvarättegångarna (1936–1938)
- Ungernrevolten
- Berlinmuren
- Praginvasionen
- Afghanistaninvasionen
- Solidarność och krigstillståndet i Polen
- DDRs kollaps
- Nicolae Ceaușescus regim och fall
- till östblockets sönderfall i slutet på 1980-talet.

Filmen har tillkommit med stöd av bland annat EU:s Media Plus Programme och i samproduktion med:
- BBC
- ZDF ARTE
- The Documentary Channel
- SVT Dokument utifrån
- TV2 Danmark
- SBS TV Australia
- YLE2

Filmen har lånat sin titel av en kommunistvitsantologi Hammer and Tickle: Clandestine Laughter in the Soviet Empire (av Petr Beckmann (Editor) (1980)). I filmen refereras även till det kalla krigets andra kommunistvitssamlingar som till exempel Le communisme est-il soluble dans l'alcool? (franska, Kan kommunismen lösas upp i alkohol?) av Philippe Meyer och Antoine Meyer" (1979). 
I filmen intervjuas både företrädare för den tidens diktaturer och dissidenter, bland andra:
- Janos Szabo, en dömd skämtare i Ungern
- Irina Komenech, före detta arkivarie vid ungerska säkerhespolisen, som visade upp exempel på 250 dömda 1953. Mellan 1948 och 1953 greps, fängslades eller deporterade över 1 miljon ungrare av en befolkning på mindre än 10 miljoner.
- Ernst Röhl och Peter Sodann fängslade under 9 månader för att deltagit i en kritisk studentkabaré i DDR
- Jürgen Nowak, redaktör för regimvänlig satirtidning Eulenspiegel (DDR)
- Günter Schabowski, redaktör för partitidningen Neues Deutschland 1968–89
- Niculescu Mizi, Ceaușescus propagandaminister
- Gheorje Merce, från rumänska säkerhetstjänsten
- Doina Doru, korrekturläsare i Rumänien
- Andrei Stefanescu, statistiker i Rumänien
- Jiri Gruntorat, dissident i Tjeckoslovakien
- Ivan Hanousek, tjeckisk motståndsman
- Charta 77 dissidenter i Vaclav Havels protestgrupp
- general Wojciech Jaruzelski statschef i Polen 1981–89 och hans propaganda talesman satirikern Jurzy Urban.
- Lech Wałęsa, Solidarność-ledare och Polens president 1990–95
- några varvsarbetare och medlemmar i Solidarność.
- Zenon Laskowik, polsk satiriker och skädespelare
- Waldemar Fydrych, grundare av regimkritiska happening- och gatuaktioner i Wrocław i Polen (1982)
- ... en grupp Trabant-ägare som längtar till DDR-tiden.

samt historiker och forskare:
- Seth Benedict-Graham (har Ph.D. i sovjetskämt)
- Roj Medvedev, rysk historiker
- Christie Davies, sociologiprofessor vid Redding University
- Stefan Wolle (författare till Vardagsliv i DDR)
- György Dalos, ungersk historiker
- Simon Sebag Montefiore, historiker

Dessutom återges kommunistvitsar återberättade av Ronald Reagan och Michail Gorbatjov.
1. ↑  läs online, Internet Movie Database , läst: 8 april 2016.[källa från Wikidata]